# Світле (Каховський район)
Сві́тле — село в Україні, у Хрестівській сільській громаді Каховського району Херсонської області. Населення становить 68 осіб. 24 лютого 2022 року село тимчасово окуповане російськими військами під час російсько-української війни.

## Населення
Згідно з переписом УРСР 1989 року чисельність наявного населення села становила 146 осіб, з яких 67 чоловіків та 79 жінок.
За переписом населення України 2001 року в селі мешкало 67 осіб.

### Мова
Розподіл населення за рідною мовою за даними перепису 2001 року:
| Мова       | Відсоток |
| ---------- | -------- |
| українська | 89,71 %  |
| російська  | 8,82 %   |
| молдовська | 1,47 %   |